# Lygromma taruma
Lygromma taruma är en spindelart som beskrevs av Antonio D. Brescovit och Alexandre B. Bonaldo 1998. Lygromma taruma ingår i släktet Lygromma och familjen Prodidomidae. Inga underarter finns listade i Catalogue of Life.